# Cumberland County (Kentucky)
Cumberland County je okres amerického státu Kentucky založený v roce 1799. Správním střediskem je město Burkesville. Pojmenovaný je podle řeky Cumberland. Leží u hranic se státem Tennessee.

## Sousední okresy
| Růžice kompasu | Metcalfe County  | Adair County                 | Russell County | Růžice kompasu |
| Růžice kompasu | Monroe County    | Sever                        | Clinton County | Růžice kompasu |
| Růžice kompasu | Monroe County    | Cumberland County (Kentucky) | Clinton County | Růžice kompasu |
| Růžice kompasu | Monroe County    | Jih                          | Clinton County | Růžice kompasu |
| Růžice kompasu | Clay County (TN) |                              |                | Růžice kompasu |